# 克雷西欧蒙
克雷西欧蒙（法語：Crécy-au-Mont，法語發音：[kʁesi o mɔ̃]）是法国上法蘭西大區埃纳省的一个市镇，属于拉昂区。

## 地理
克雷西欧蒙（49°29'17"N, 3°19'29"E）面积11.83 平方千米，位于法国上法蘭西大區埃纳省，该省份为法国北部内陆省份，北起北部省，西接索姆省和瓦兹省，东临阿登省和马恩省，西南至塞纳-马恩省，东北部与比利时接壤。
与克雷西欧蒙接壤的市镇（或旧市镇、城区）包括：巴涅、库西堡-欧夫里克、埃帕尼、瑞芒库尔、瑞维尼、勒伊苏库西、蓬圣马尔。

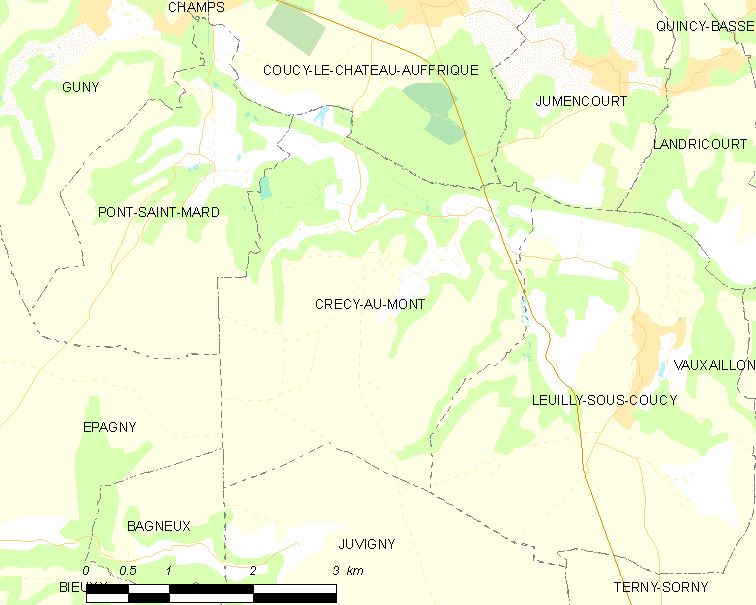
克雷西欧蒙的OSM定位图

克雷西欧蒙的时区为UTC+01:00、UTC+02:00（夏令时）。

## 行政
克雷西欧蒙的邮政编码为02380，INSEE市镇编码为02236。

## 政治
克雷西欧蒙所属的省级选区为埃纳河畔维克县。

## 人口

1962-2008年间克雷西欧蒙人口变化图示

克雷西欧蒙于2022年1月1日时的人口数量为323人。